# ماثيو هولاند (لاعب كرة الماء)
ماثيو هولاند (بالإنجليزية: Matthew Holland)‏ هو لاعب كرة الماء بريطاني، ولد في 22 يونيو 1989.

## وصلات خارجية
- ماثيو هولاند على موقع الاتحاد الدولي للسباحة (الإنجليزية)
- ماثيو هولاند على موقع أوليمبيديا (الإنجليزية)
- ماثيو هولاند على موقع اللجنة الأولمبية البريطانية (الإنجليزية)